# 메기도 전투 (기원전 15세기)
메기도 전투는 기원전 1457년경 투트모세 3세가 이끄는 이집트 신왕국과 이스라엘 부근의 국가들 사이에 일어난 전투이다. 이 전투에서는 이집트가 승리하였다.